# José María Sáenz de Tejada y Fernández de Bobadilla
José María Sáenz de Tejada y Fernández de Bobadilla (Logronyo, 11 de març de 1920 - Madrid, 7 de juliol de 2016) fou un militar espanyol, cap d'Estat Major de l'Exèrcit de Terra en la dècada del 1980.
Va ingressar a les Forces Armades Espanyoles en juliol de 1936 en allistar-se al Terç Nuestra Señora de Balbanera de La Rioja. Va lluitar a la guerra civil espanyola com a alferes provisional als fronts de Somosierra i Catalunya. Després de la guerra continuà a l'exèrcit, arribant al grau de coronel en 1961, a general de brigada en 1981 i tinent general en 1983. En 1975 fou responsable de la Segona Bis (Servei d'Informació de l'Exèrcit) i encarregat de desmantellar la Unión Militar Democrática (UMD), i durant el 23-F, com a cap d'estat major de la I Regió Militar, va col·laborar amb el seu amic Guillermo Quintana Lacaci a desorganitzar la trama colpista. L'11 de gener de 1984 fou nomenat cap d'Estat Major de l'Exèrcit de Terra (JEME). Va ocupar el càrrec fins al 31 d'octubre de 1986, quan va passar a la reserva. Va passar els darrers anys de la seva vida vincular a la Fundació Desarrollo y Asistencia, pròxima a l'Opus Dei.